# Marsel İlhan
Marsel İlhan (* 11. Juni 1987 in Samarkand, Usbekische SSR) ist ein türkischer Tennisspieler.
Er ist seit langer Zeit die Nummer eins seines Landes und der erste türkische Spieler, der in Wimbledon, ebenso wie bei den US Open und Australian Open sowie Roland Garros im Einzel die zweite Runde erreichte. Als erster türkischer Spieler gewann er zudem mehrere Turniere der Challenger Tour.

## Karriere

### Kindheit und die ersten Jahre
İlhan wurde 1987 in Usbekistan geboren, wanderte mit seiner Mutter im Jahr 2004 in die Türkei aus und begann für den Taçspor Tennis Klub von Istanbul zu spielen. Er wurde von Kia Motors Türkei gefördert. Nach mehreren Jahren intensiven Trainings mit seinem neuen Trainer Can Üner, einem ehemaligen türkischen Tennisspieler, konnte er seine Position 2007 innerhalb eines Jahres in der Weltrangliste von Nr. 1320 auf 320 verbessern.

### Durchbruch 2008
Er schlug den Kroaten Ivo Klec am 13. Juli 2008 mit 6:4 und 6:4 bei den Israel Open. Bei den Grand-Slam-Turnieren in Wimbledon und den US Open 2008 scheiterte er dann jedoch jeweils in der Qualifikation.

### 2009
Anfang 2009 konnte er wegen einer Knieverletzung keine guten Ergebnisse erzielen. Nachdem er gegen Flavio Cipolla in Dubai in der zweiten Qualifikationsrunde verloren hatte, gewann er daraufhin 24 seiner folgenden 27 Spiele. Dabei gewann er zwei Future-Turniere in Antalya und erreichte das Endspiel beim Challenger-Turnier in Izmir, das er gegen den Italiener Andrea Stoppini verlor.
Bei den Thailand Open in Bangkok gewann İlhan alle Spiele in den Qualifikationsrunden und erreichte somit zum ersten Mal das Hauptfeld eines Turniers der ATP World Tour. In der ersten Runde konnte er sich gegen den deutschen Benjamin Becker in drei Sätzen durchsetzen, unterlag dann jedoch in der zweiten Runde gegen den Österreicher Jürgen Melzer. Im Oktober qualifizierte er sich für die Rakuten Japan Open Tennis Championships in Tokio, schied jedoch schon in der ersten Runde gegen Gaël Monfils aus.
Bei den US Open 2009 qualifizierte sich İlhan zum ersten Mal in seiner Karriere für das Hauptfeld. Im Qualifikationsturnier hatte er den Amerikaner Ryan Harrison geschlagen, danach ebenso den Franzosen Sébastien de Chaunac und den Brasilianer Ricardo Mello. In der ersten Runde besiegte er die den Belgier Christophe Rochus in fünf Sätzen mit 6:3, 3:6, 6:3, 7:5 und 7:5, was den ersten Sieg eines türkischen Spielers bei einem Grand Slam bedeutete. İlhan unterlag allerdings in der zweiten Runde gegen den Lokalmatador John Isner mit 3:6, 4:6 und 6:71. Seit Beginn des Jahres 2009 wird er vom Yeşilyurt Sport Klub gefördert.

### 2010
Bei den Australian Open qualifizierte sich İlhan als erster türkischer Spieler für das Hauptfeld in Melbourne. Trotz der Niederlage im Qualifikationsfinale gegen den Deutschen Dieter Kindlmann rückte er als Lucky Loser für den verletzten Gilles Simon ins Hauptfeld nach. Er erreichte nach einem Sieg über den Franzosen Sébastien Grosjean die zweite Runde, in der er gegen den an Position elf gesetzten Fernando González in drei Sätzen verlor. Zwar scheiterte er in Qualifikation an Simone Bolelli in Roland Garros, dafür erreichte er aber die zweite Runde in Wimbledon nach drei erfolgreichen Qualifikations- und einem Erstrundenspiel. In der ersten Runde lag İlhan bereits mit 0:2 gegen Marcos Daniel zurück, gewann aber noch mit 6:74, 4:6, 6:2, 6:3 und 6:1. Gegen den Rumänen Victor Hănescu unterlag er anschließend in vier Sätzen mit 4:6, 4:6, 6:3 und 3:6. Bei den US Open schied er bereits in der ersten Qualifikationsrunde aus.
Seinen Höhenpunkt in dieser Saison hatte er am 20. September, wo er sein zweites Challenger-Turnier in Banja Luka gegen den Spanier Pere Riba glatt in zwei Sätzen gewann. In der Woche darauf erreichte er wiederholt das Finale beim Challenger in Izmir, verlor dieses aber erneut, diesmal gegen Somdev Devvarman. Am Ende der Saison belegte er den 90. Rang in der Tennisweltrangliste.

### 2011
Beim Turnier in Roland Garros bezwang Marsel İlhan in der ersten Runde den ehemaligen Weltranglisten-Zweiten Tommy Haas in vier Sätzen. In der zweiten Runde unterlag er knapp Guillermo García López in fünf Sätzen mit 4:6, 6:1, 2:6, 6:4 und 11:13.

## Erfolge
| Legende (Anzahl der Siege)  |
| Grand Slam                  |
| ATP World Tour Finals       |
| ATP World Tour Masters 1000 |
| ATP World Tour 500          |
| ATP World Tour 250          |
| ATP Challenger Tour (4)     |

### Einzel

#### Turniersiege
| Nr. | Datum              | Turnier         | Belag         | Finalgegner    | Ergebnis  |
| --- | ------------------ | --------------- | ------------- | -------------- | --------- |
| 1.  | 12. Juli 2008      | Ramat haScharon | Hartplatz     | Ivo Klec       | 6:4, 6:4  |
| 2.  | 20. September 2010 | Banja Luka      | Sand          | Pere Riba      | 6:0, 7:63 |
| 3.  | 16. März 2014      | Kasan           | Hartplatz (i) | Michael Berrer | 7:66, 6:3 |
| 4.  | 25. September 2016 | Izmir           | Hartplatz     | Cem İlkel      | 6:2, 6:4  |